# David Yonggi Cho

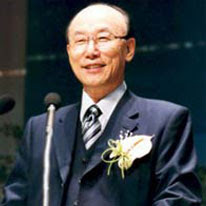
David Yonggi Cho, 2015

David Yonggi Cho (* 14. Februar 1936 in Ulju-gun; auch bekannt als Paul Yonggi Cho; † 14. September 2021) war ein koreanischer christlicher Evangelist pfingstlicher Ausprägung. Er war 1973 Gründer und bis 2008 leitender Pastor der Yoido Full Gospel Church, die im Jahr 2007 mit über 1.000.000 Mitgliedern die größte christliche Gemeinde der Welt war. Im Februar 2014 wurde er wegen Finanzdelikten in Zusammenhang mit einem seiner Söhne und seiner Gemeinde zu einer Haftstrafe von drei Jahren auf Bewährung und zur Zahlung einer Geldstrafe von fünf Milliarden Won verurteilt.

## Jugend
Yonggi Cho wurde am 14. Februar 1936 in Ulju-gun geboren, das heute zur Stadt Ulsan gehört. Cho war der älteste von fünf Brüdern und vier Schwestern. Er schloss die Mittelschule mit Auszeichnung ab. Da der Vater mit seinem Socken- und Handschuh-Geschäft scheiterte, begrub Cho die Hoffnung auf ein Universitätsstudium und schrieb sich stattdessen an einer preisgünstigen Fachoberschule ein, um einen Beruf zu lernen. Zugleich begann er eine nahe der Schule gelegene amerikanische Armeebasis zu besuchen und lernte von befreundeten Soldaten Englisch. Als eifriger Schüler meisterte er die Sprache rasch und arbeitete als Dolmetscher für den Kommandanten der Armeebasis und für seinen Schulleiter.
Ursprünglich als Buddhist aufgewachsen konvertierte Cho mit 17 Jahren zum Christentum, nachdem die christliche Freundin seiner Schwester sich während seiner Tuberkulose-Erkrankung seiner angenommen hatte. Er gibt an, in der Folge eine Reihe spiritueller Erlebnisse gehabt zu haben – auch das, welches Pfingstler die Geistestaufe nennen, ein Erlebnis, bei dem die Gläubigen in Zungen sprechen. Dabei habe er Jesus in einer Vision gesehen. Außerdem sei er überzeugt, dass Gott ihn in seinen Dienst berufen habe.
Cho begann als Dolmetscher für den amerikanischen Evangelisten Ken Tize zu arbeiten. 1956 erhielt Cho ein Stipendium zum Theologiestudium am Full Gospel Bible College in Seoul. Dort begegnete er Choi Ja-sil, die seine Schwiegermutter und enge geistliche Mitarbeiterin werden sollte. Im März 1958 schloss er das Theologiestudium ab.

## Die Daejo-Kirche
Im Mai 1958 hielt Cho den ersten Gottesdienst bei seiner Freundin Choi Ja-sil zu Hause mit ihren drei Kindern. Die Hausgemeinde wuchs rasch und hatte bald fünfzig Mitglieder. Cho und die Gemeindemitglieder begannen intensiv für das Wachstum ihrer Gemeinde zu arbeiten, indem sie an Türen klopften und die Leute zum Gottesdienst einluden. Innerhalb von drei Jahren war die Gemeinde auf vierhundert Mitglieder angewachsen, und sie kaufte ihr erstes Grundstück in Seodaemun.
Das Wachstumsprogramm der Gemeinde erlitt 1961 einen Rückschlag, als Cho zur koreanischen Armee eingezogen wurde. Er bat John Hurston, einen amerikanischen Missionar, die Gemeinde in seiner Abwesenheit zu leiten. Doch Cho musste wegen einer schweren Darmerkrankung operiert werden und wurde nach sieben Monaten aus der Armee entlassen.

## Die Seodaemun-Kirche
Nach der Entlassung aus der Armee widmete sich Cho wieder ganz der Arbeit als Pastor, obwohl seine Gesundheit weiterhin angeschlagen war. Ein Saal für 1500 Besucher wurde auf dem Grundstück in Seodaemun errichtet und im November 1961 eröffnet. Er erreichte bald die Grenze seines Fassungsvermögens: 1964 hatte die Gemeinde 3000 Mitglieder. Cho erkannte, dass die Leitung einer so großen Gemeinde eine Person überforderte. Er teilte die Stadt Seoul in zwanzig „Zellen“ ein und begann, für jede dieser Zellen Leiter auszubilden, die in ihren Häusern während der Woche Versammlungen zum Gebet und zum Bibelstudium abhalten sollten. Die Zellenleiter wurden dazu angehalten, nichtchristliche Nachbarn einzuladen, und wenn die Teilnehmerschaft einer Zelle eine bestimmte Zahl erreichte, sollte der stellvertretende Leiter eine neue Zelle eröffnen und etwa die Hälfte der alten Zelle mitnehmen.
Der Erfolg dieses Konzepts der Zellteilung überraschte sogar optimistische Kirchenmitglieder. Bis 1968 zählte die Kirche 8000 Mitglieder. Zusätzlich zu den wöchentlichen Zellenversammlungen hielt die Kirche drei Sonntagsgottesdienste. Doch auch drei Gottesdienste reichten nicht aus, um alle Mitglieder der Kirche unterzubringen, und Cho beschloss, ein größeres Grundstück auf der Insel Yoido im Han-Fluss zu kaufen, der durch Seoul fließt. Zu dieser Zeit war Yoido nicht viel mehr als eine Sanddüne, aber Cho sah ihre Möglichkeiten. Die Stadtverwaltung hatte vor, die Insel zu erschließen und viele Regierungsbehörden und Firmen planten, dorthin umzuziehen. So sah Cho die Insel als idealen Standort für eine Kirche.

## Die Yoido-Kirche
Wirtschaftliche Probleme verzögerten die Errichtung einer Kirche auf der Insel Yoido, aber 1973 war der neue Saal mit zehntausend Plätzen fertig. Der erste Anbetungsgottesdienst fand dort am 23. September 1973 statt. Im gleichen Jahr wurde der Gebetsberg eingerichtet, ein Heiligtum in einer Parkanlage, wo einzelne Personen sich zu Fasten und Gebet in kleine Kästen zurückziehen können. 1982 wurde der Gebetsberg für zehntausend Personen erweitert und wird nun von mehr als einer Million Menschen im Jahr besucht, darunter einigen zehntausend Pilgern aus dem Ausland. „Mit z. Zt. 330.000 Mitgliedern in meiner Kirche (1983) kann ich unmöglich jeden einzelnen persönlich betreuen.“ (P. Yonggi Cho: Nicht nur Zahlen 1986). Die Kirche setzte ihr exponentielles Wachstum fort, 1984 erreichte ihre Mitgliederzahl 400.000, und 1992 700.000.
In den neunziger Jahren beschloss Cho, dass die Kirche nicht weiter wachsen, sondern Satellitenkirchen in anderen Teilen der Stadt gründen sollte. Ziele für die Jahre 2000 bis 2010 sind die Gründung von etwa fünftausend Satellitenkirchen und fünfhundert Gebetshäusern, ähnlich dem Gebetsberg. Im Jahr 2021 hatte die Kirche 400 Pastoren, 500 Missionare und zwischen 480000 und 600000 Mitglieder.

## Weltweiter Dienst
Im November 1976 gründete Cho Church Growth International, eine Organisation mit dem Ziel, Pastoren in aller Welt die Prinzipien der Evangelisation und des Gemeindewachstums zu lehren. Im Januar 1986 ergriff er die Initiative zur Gründung von Elim Welfare Town, einer Einrichtung für Alte, Jugendliche, Obdachlose und Arbeitslose. Arbeitslosen wurde dort eine Ausbildung in vier Berufen angeboten. Im März desselben Jahres gründete er die Hansei-Universität. Er gründete 1988 die Zeitung Kook-min Daily, und die Kirche betrieb mit Full Gospel Television eine eigene Fernsehstation.
Von 1992 bis 2000 war Cho Vorsitzender der World Assemblies of God Fellowship, und seit 1998 war er Vorsitzender der Gesellschaft koreanischer christlicher Leiter. Seit Februar 1999 war er außerdem Vorsitzender der Wohlfahrtsorganisation Good People.
Außer seiner koreanischen Muttersprache beherrschte Cho auch Englisch, Japanisch und Chinesisch. Er hat zahlreiche Bücher geschrieben.
Gegenseitige Besuche inspirierten den deutschen Prediger Siegfried Müller zum Ausbau des Missionswerks Karlsruhe zur Großgemeinde. Yonggi Cho predigte zudem mehrmals als Gastprediger in der freikirchlichen Gemeinde von Volkhard Spitzer in Berlin.

## Alter und Tod
Im Jahr 2008 trat Cho altershalber als Hauptpastor zurück und wurde durch Young Hoon ersetzt. 2017 wurde er wegen Steuerhinterziehung von 3,3 Millionen und Veruntreuung von zwölf Millionen US-Dollars zu drei Jahren Gefängnis auf Bewährung verurteilt. Die Veruntreuung betraf die Yoido Full Gospel Church, denn er hatte Mitarbeiter zu illegalen Aktiengeschäften angestiftet, um seinem Sohn Cho Hee-jun Aktien zu überhöhten Preisen abzukaufen. Dieser hatte hohe Verluste durch Börsenspekulationen erlitten.
Im Juli 2020 wurde er wegen einer Hirnblutung behandelt, gut ein Jahr später starb er.

## Familie
Am 1. März 1965 heiratete Cho die Musikerin Kim Seong-hye (1942–2021), eine Tochter der Pastorin Choi Ja-sil. Sie bekamen drei Söhne: Hee-joon, Min-je und Seung-je.

## Schriften von David Yonggi Cho (Auswahl)
- Die Vierte Dimension, Verlag Christliche Gemeinde Köln, Band 1, 1987. ISBN 3-926784-05-9
- Die Vierte Dimension, Verlag Christliche Gemeinde Köln, Band 2, 1987. ISBN 3-926784-03-2
- Ein siegreiches Leben. Missionswerk Der Weg zur Freude, Karlsruhe 1977.
- Gebet. Schlüssel zur Erweckung. Wie Sie lernen können, vollmächtig zu beten. (mit R. W. Manzano), Gerth Medien, Asslar 2001. ISBN 3-89490-390-2
- Mein Partner – der Heilige Geist, One Way Verlag Wuppertal, 1990. ISBN 3-927772-09-7
- Wie ich bete, One Way Medien, 2001. ISBN 3-927772-76-3